# Robert Michels
Robert Michels (født 9. januar 1876 i Köln, Tyskland, død 3. maj 1936 i Rom, Italien) var en tysk sociolog som var påvirket af sociologer som Vilfredo Pareto, Gaetano Mosca og Max Weber. 
Michels er mest kendt for bogen Politiske partier (Zur Soziologie des Parteiwesens in der modernen Demokratie), hvor han hævder at ethvert organiseret samfund nødvendigvis må blive styret af en elite. Michels hævdede, at selv organisationer, der ideologisk var imod al elitekontrol også vil udvikle en oligarkisk elite, idet han fremsatte det der er blevet til oligarkiets jernlov: "Den der siger organisation, siger oligarki". Han afprøver denne antagelse ved at undersøge organisationer, der i udgangspunktet skulle stå fjernt fra al elitisme. Han tog udgangspunkt i tre europæiske socialistpartier før 1. verdenskrig og koncentrerede sig særlig om Sozialdemokratische Partei Deutschlands, som han havde stort personligt kendskab til. Disse partier havde som mål at bevare lighed og demokrati i deres indre organisering; de betragtede lederskabet som tjenere for et masseparti. 
Michels pegede på at radikale socialistbevægelser blev afradikaliseret når de voksede i størrelse. En effektiv massebevægelse forudsatte et fuldtids lederskab og et permanent partiapparat. Disse partikadrer ville gradvis miste kontakten med deres proletariske baggrund, erhverve en eksklusiv ekspertise, kontrollere information og kontaktnet og udvikle en småborgerlig livsstil. Således ville partiledelsen blive mere optaget af sin egen sociale revolution end af bevægelsens. 

## Centrale værker
- Storia del marxismo in Italia. Compendio critico con annessa bibliografia, Rom, 1910
- Zur Soziologie des Parteiwesens in der modernen Demokratie. Untersuchungen über die oligarchischen Tendenzen des Gruppenlebens, Leipzig 1911
- Sozialismus und Fascismus als politische Strömungen in Italien. Historische Studien München, 1925
- Der Patriotismus. Prolegomena zu seiner soziologischen Analyse, München – Leipzig, 1929
- Das psychologische Moment im Welthandel, Leipzig, 1931
- Umschichtungen in den herrschenden Klassen nach dem Kriege Stuttgart, 1934